# مردی از یو.ان.سی.ال.ای. (فیلم)
مردی از یو.ان.سی.ال.ای. (به انگلیسی: The Man from U.N.C.L.E.) یک فیلم اکشن کمدی جاسوسی بریتانیایی-آمریکایی به کارگردانی گای ریچی و نویسندگی لیونل ویگرام و گای ریچی است. این فیلم بر اساس مجموعه تلویزیونی به همین نام ساخته سم رولف در سال ۱۹۶۴، ساخته شده‌است. در این فیلم بازیگرانی همچون هنری کویل، آرمی همر، آلیسیا ویکاندر، الیزابت دبیکی، ماریانا دی مارتینو و جرد هریس ایفای نقش می‌کنند. مردی از یو.ان.سی.ال.ای. توسط استودیو وارنر برادرز در ۱۴ اوت ۲۰۱۵ اکران شد.

## داستان
مأمور CIA ناپلئون سولو (هنری کویل) و مأمور سازمان روسی KGB ایلیا کوریاکین (آرمی همر) با شروع جنگ سرد مجبور می‌شوند دشمنی‌های کشورهایشان را کنار بگذارند و در کنار هم کار کنند. هدف آن‌ها، از کار انداختن یک شبکه جنایی خطرناک است که می‌خواهد دست به استفاده از سلاح‌های هسته‌ای بزند.

## بازیگران
- هنری کویل در نقش ناپلئون سولو، مأمور CIA
- آرمی همر در نقش ایلیا کوریاکین، مأمور KGB
- آلیسیا ویکاندر در نقش گبی (گابریلا) تلر
- الیزابت دبیکی در نقش ویکتوریا
- سیلوستر گراث در نقش دایی رودی
- کریستیان برکل در نقش ایدو تلر
- لوکا کالوانی در نقش الکساندر وینچی‌گوئِرا
- هیو گرانت در نقش الکساندر ویورلی
- ماریانا دی مارتینو در نقش منشی هتل
- جرد هریس در نقش آدرین سندرز، رئیس CIA
- دیوید بکام حضور کوتاه در نقش پخش‌کننده پروژکتور

## دنباله
در آوریل ۲۰۱۷ گزارش شد که ویگرام در حال کار بر روی یک فیلم‌نامه برای دنباله‌ای بر این فیلم به پیشنهاد همر است. همچنین کویل گفت برای برگشت به دنباله مشتاق است.
به‌علاوه در سال ۲۰۲۳ گزارش شد که دنبالهٔ مورد انتظار به‌طور حتم در دست ساخت است. همچنین گفته شده‌است گای ریچی به عنوان کارگردان برمی‌گردد و هنری کویل هم بار دیگر نقش ناپلئون سولو را بازی خواهد کرد.